# Zeměplošský kalendář
Kalendář na Zeměploše (fiktivním světě z románů anglického spisovatele Terryho Pratchetta) je částečně podobný kalendáři na Zemi.

## Týden
Týden trvá ale na Zeměploše osm dní místo sedmi (osm je na Zeměploše magické číslo):
- pondělí
- úterý
- středa
- čtvrtek
- pátek
- sobota
- neděle
- osmota

## Rok
Zeměplošský rok pak má dvakrát 400 dnů (Zeměplocha se otáčí pod obíhajícím sluncem tj. během jednoho cyklu má každé místo na ní dvakrát stejná roční období) a tento tzv. zemědělský rok se dělí do 13 měsíců:
- Offler (32 dní)
- Únor (32 dní)
- Březen (32 dní)
- Duben (32 dní)
- Květen (32 dní)
- Červen (32 dní)
- Zelenec (32 dní)
- Listopad (32 dní)
- Tlačenec (32 dní)
- Druhoříjen (32 dní)
- Řeřavec (32 dní)
- Prosinec (32 dní)
- Odpornec (16 dní) také Mrtvý měsíc

## Roční období
Roční období a významné dny v roce, které je oddělují, jsou pak pojmenována:
Noc prasečí hlídky (začátek roku)
- prvojaro

Svátek všech malých bohů (první slunovrat)
- prvoléto
- prvopodzim
- druhozima (také pootočna, slunce vychází po směru otáčení)
- druhojaro
- druholéto

noc Všech ladem ležících
- druhopodzim
- prvozima (také protiotočna, slunce vychází proti směru otáčení)

Den prasečí hlídky

## Noc prasečí hlídky
Noc na přelomu starého a nového roku. Jde o obdobu našich Vánoc, mezi tradice patří návštěva Otce prasátek. Ten jezdí od domu k domu na saních tažených čtyřmi velkými divokými kanci a rozděluje dárečky v podobě jitrnic, tlačenek, škvarků a šunky všem dětem, které byly hodné. Ty, které zlobily dostanou pytel krvavých kostí. V tento den se očekává, že čarodějky zůstávají doma.

## Letopočet
Ankh-morporský kalendář se datuje od založení Neviditelné Univerzity a používá zemědělský rok. Jednotlivé roky dostávají jména od astrologů NU (např. rok 2005 je rokem krevety), stejně tak celá staletí – 20. století bylo stoletím ovocného netopýra, 21. pak je stoletím ančovičky.